# Eisriesenwelt
Eisriesenwelt är en grotta i Österrike. Den ligger i distriktet Sankt Johann im Pongau och förbundslandet Salzburg, i den centrala delen av landet.
Den högsta punkten i närheten är Hochkogel, 2 281 meter över havet, norr om Eisriesenwelt. Närmaste större samhälle är Tenneck, sydväst om Eisriesenwelt.
Runt Eisriesenwelt är det ganska glesbefolkat, med 45 invånare per kvadratkilometer.